# João Basso
João Othavio Basso (Curitiba, 13 de janeiro de 1997), é um futebolista brasileiro que atua como zagueiro. Atualmente, atua pelo Santos.

## Carreira

### Paraná Clube
Basso jogou dos 7 aos 14 anos no Atlético Paranaense, passou também pelo Andraus, até ingressar nas categorias de base do Paraná Clube. Em 2015, foi capitão da equipe campeã do Campeonato Paranaense sub-19.
Fez sua estreia no time principal em 28 de novembro de 2015, entrando como substituto de Carlão no empate por 1 a 1 fora de casa contra o Sampaio Corrêa, pela Série B.
Basso foi definitivamente promovido ao elenco principal pelo técnico Claudinei Oliveira no dia 9 de fevereiro de 2016, e passou a se tornar titular regular do clube durante a Série B do ano sob o comando de Marcelo Martelotte, mas como meio-campista defensivo.
Sem aceitar o pequeno aumento salarial, fechou com o Estoril de Portugal em agosto de 2016. Pelo Paraná, o atleta fez 21 jogos: um pela Copa do Brasil, seis pelo Campeonato Paranaense e 14 pela Série B.

### Estoril
Em 24 de agosto de 2016, Basso mudou-se para o exterior e foi anunciado no Estoril Praia, time português da Primeira Liga. Ele fez sua estreia pelo clube em 26 de outubro, começando com uma derrota fora de casa por 1 a 0 contra o Moreirense, pela Taça da Liga da temporada.
Basso estreou-se na principal categoria do futebol português em 13 de janeiro de 2017, substituindo o compatriota Eduardo Teixeira e marcando o gol do empate na derrota por 2-1 fora de casa contra o Arouca.

#### Empréstimo ao Real Massamá
Após somente quatro partidas pelo Estoril, em 27 de julho de 2017, Basso foi emprestado ao Real Massamá, da Segunda Liga, por um ano.
Marcou duas vezes em 23 jogos no total pelo clube, antes de regressar ao Estoril e ser utilizado principalmente na equipa sub-23.

### Arouca
Em 31 de agosto de 2019, Basso assinou pelo Arouca, também do Campeonato Português. Titular imediato, contribuiu com as duas promoções consecutivas do clube e em 19 de agosto de 2022 renovou o seu contrato até 2024. Em setembro de 2022, completou a marca de 100 jogos pelo Arouca FC.
Basso atuou como capitão do time durante a temporada 2022–23, quando o Arouca se classificou para a UEFA Europa Conference League. Em março de 2023, foi eleito para a "Defesa do Mês" da Primeira Liga.

### Santos
Em 31 de julho de 2023, Basso retornou ao seu país de origem, após fechar um contrato de três anos e meio com o Santos. Fez sua estreia pelo clube em 5 de agosto, começando em um empate em casa por 1 a 1 contra o Athletico Paranaense.
Após o rebaixamento do Santos para a Série B, no início de 2024, Basso foi um dos atletas que aceitou reduzir o salário para se adequar à realidade financeira do clube.

#### Empréstimo ao Estoril
Em 30 de janeiro de 2024, Basso retornou ao Estoril por empréstimo até o final da temporada 2023–24. Nesta passagem pela equipe portuguesa foram 14 partidas e um gol.

#### Retorno do empréstimo
Após retornar ao Santos em julho de 2024, Basso marcou seu primeiro gol pelo clube em 31 de agosto, marcando o segundo do clube em um empate em casa por 2 a 2 contra a Ponte Preta. Importante na reta final da competição, naquele ano seria campeão da Série B com o clube.

## Títulos
Santos
- Campeonato Brasileiro - Série B: 2024

Individual
- Primeira Liga Defensor do Mês: Março de 2023[42]